# Iulius Nepos
Iulius Nepos (n. 430 d.Hr., Dalmația, Croația – d. 9 mai 480 d.Hr., Split, Croația) a fost împărat roman între 474 și 475. La început a domnit peste tot Imperiul roman de Apus, dar a fost deposedat și a rămas doar la conducerea Dalmației. Unii zic că Nepos era nepotul împăratului roman de răsărit Leon I, alții că era nepotul lui Marcellinus, guvernatorul roman al Dalmației.
El face parte, potrivit istoricilor, din lista "ultimilor romani". 
În 475, Orestes preia controlul Ravennei și îl forțează pe Iulius Nepos să plece spre Dalmația. Cum Orestes nu putea deveni împărat, el l-a numit pe fiul său Romulus Augustulus împărat, însă Romulus nu avea decât 12 ani. Oricum, Nepos a continuat să conducă Dalmația. Când Odoacru a cucerit Ravenna, l-a ucis pe Orestes și l-a deposedat pe Romulus, el s-a declarat rege al Italiei. Odoacru a păstrat pacea cu Nepos, bătând chiar și monede cu chipul său.
Iulius Nepos a fost ucis de soldații săi la o dată necunoscută: 25 aprilie, 9 mai sau 22 iunie 480. Imediat, Odoacru a invadat Dalmația și l-a învins pe generalul Ovida, încorporând Dalmația în regatul său.

[Pentru alt șef roman de apus, vezi despre Syagrius și "Domeniul Soissons".]